# ویلسون بیکر
ویلسون بیکر (انگلیسی: Wilson Baker؛ ۲۴ ژانویهٔ ۱۹۰۰ – ۳ ژوئن ۲۰۰۲) شیمیدان آلی اهل بریتانیا بود. واکنش بیکر-ونکاتارامان در شیمی آلی به افتخار وی نامگذاری شده است.